# Torfajökull
Torfajökull er en 1259 meter høj gletsjervulkan beliggende i Suðurland i det sydlige Island, omkring 140 km øst for hovedstaden Reykjavík. Det er den største og mest aktive siliciske vulkan på Island, med et landskab præget af mange varme kilder og geotermiske aktiviteter. Vulkanen udgør en del af et større vulkansk system, inklusiv en kaldera, som er en af Islands største og blev dannet under et massivt udbrud for omkring 70.000 år siden.
Torfajökulls sidste dokumenterede udbrud fandt sted i marts 1477. Denne vulkan er kendetegnet ved sin rhyolitiske sammensætning, en type vulkansk sten rig på siliciumdioxid, og består af det største område med siliciske ekstrusive bjergarter i Island. Vulkanens typiske udbrudsstil er beskrevet som både effusiv og eksplosiv, med tidligere udbrud registreret omkring år 900 og 1170 (muligvis), udover det i 1477.
Der ingen bosættelser inden for en radius af 10 km fra vulkanen. Der bor omkring 7 mennesker inden for en radius af 30 km og cirka 16.304 inden for 100 km. Dette afspejler den relativt fjerntliggende og tyndtbefolkede natur af denne del af Island.